# ウライヤ・ビント・マフディー
ウライヤ・ビント・マフディー（アラビア語: عُلَيّة بنت المهدي, ラテン文字転写: ʿUlayya bt. al-Mahdī, 776年頃生825年頃歿）は、アッバース朝の王族。カリフ・マフディーの娘。詩人、音楽家として知られる。

## 情報源
ウライヤに関する伝記的情報は、10世紀のアブーバクル・スーリーの Kitāb al-Awrāq: Ashʿār awlād al-ẖulafāʾ wa-aẖbāruhum とアブーファラジュ・イスバハーニーの Kitāb al-Aġānī （以下、『歌の書』と呼ぶ）を主な情報源である:66。ただし、イスバハーニーが先行するスーリーを参照していることは明らかであり、完全に独立した情報源ではないことには注意が必要である:66。スーリーはウライヤの伝記に一節を割き:66、『歌の書』第10巻も歌手列伝の一項目をウライヤの伝記に充てている。イブン・ハビーブやイブン・ハズムの系譜学書にはウライヤの婚姻相手の情報がある。以下に歴史的資料（一次資料）とその校訂本の一覧を示す。
- al-Ṣūlī, Abū Bakr, Kitāb al-Awrāq: Ashʿār awlād al-ẖulafāʾ wa-aẖbāruhum, ed. by James Heyworth-Dunne, 3rd ed. (Beirut: Dār al-Masīra, 1401/1982), pp. 64–76.
- al-Isbahānī, Abū al-Faraj, Kitāb al-Aġānī, vol. 10, (Cairo: Dār al-Kutub al-Miṣriyya, 1938) IslamKotob 1888年刊本
- Ibn Ḥabīb, Muḥammad. Kitāb al-Muḥabbar
- Ibn Ḥazm, ʿAlī ibn Aḥmad, Jamharat ansāb al-ʿArab, ed. by Harun ʿAbd al-Salam Muhammad. (Cairo: Dār al-Maʿārif, 5th edition, 1982)（Lévi-Provençal 1948年校訂本）

## 生涯
ヒジュラ暦160年（西暦775/776年）に生まれ、210年（西暦824/825年）に亡くなった:66。
ウライヤは「王女であるのみならず詩作と歌唱でも知られる」「もっとも才能に恵まれた人物」と伝わる。アッバース朝第3代目カリフのマフディー（在位775年－785年）には娘が何人かいたが、ウライヤはその一人である。異母姉にアーリヤという女性もおり、混同されやすい。異母弟のイブラーヒーム（779年生－839年歿）も優れた歌手、詩人として有名で、スーリーの記述によると、ウライヤとイブラーヒームの2人は｢イスラーム期以降で、最も歌に優れたきょうだい｣とされる。
『歌の書』によるとウライヤの母親に関しては2説あり、マクヌーナ Maknūna とバスバス Baṣbaṣ という2人のジャーリヤ（女奴隷）の名前が挙がっている。マクヌーナはマディーナ出身の歌い女（ムガンニヤート muġanniyāt）であり、マルワーン家所有のジャーリヤであった。まだ王子であったころのマフディーがディルハム銀貨10万枚で買い受けたという。『歌の書』によると、マフディーに購入される前はフサイン・イブン・アッバースというアッバース家の男性に所有されている。このようなマクヌーナの所有者の変遷は、中野 (2012) によると、ウマイヤ朝期からアッバース朝期に見られる、有力者のジャーリヤが最終的にカリフに売却される一例と考えられる。バスバスもマディーナ出身の優れた歌手であり、歌い女（カイナ qayna）専門の奴隷商人からマフディーに売却された。なお、異母弟イブラーヒームの母もジャーリヤである。
ウライヤは20歳前後のときに、クーファ総督のイーサーの息子、ムーサーと婚姻した。ムーサーはエジプトなど各地の総督職を歴任して40歳代後半でバグダードに居を移し、カリフの妹と婚姻したことになる。夫ムーサーは婚姻して3年後の799年に亡くなった。

## ウライヤとアッバース朝宮廷
『歌の書』やその他の情報源において描き出されるウライヤの人物像は、上流社会での振る舞いを身につけてはいるが公の場で目立つ役割を演じるにはあまりにも内気な女性とされる傾向にある:66–68, 74。権力を持つ兄弟たちと親密な関係を築いていた:66–68, 74。ウライヤの詩の多くはムフダス muḥdaṯ 様式で歌うために作られ、恋愛、友情、望郷を主題とした詩のみならず、ハールーン・ラシードを讃える頌詩、酒ほがい歌、風刺詩もあった。タラージム tarājim と呼ばれる形式の宗教詩では篤い信仰心とイスラームの儀礼規範へのこだわりが表出されるが、ウラマーとの交流があった証拠はほとんどない:66–68, 74。
ウライヤは自身で奴隷を多数所有しており、彼女の詩歌は女奴隷がこれを歌い継いで近親者を超えた範囲の者たちまで流通した。行動範囲が王宮の奥に限られていたアッバース朝の姫にとっては、この奴隷を介したやり取りが、外部への情報伝達の唯一の方法であった。『歌の書』第22巻によると、ウライヤはアブーハフス・シトランジー Abū Ḥafṣ al-Šitranǧī という詩才のある男奴隷を所有していた。シトランジーはカリフ・マフディーの宮廷で他の自由身分の子どもたちと共に育ち、マフディーの死後はウライヤに仕えたという経歴である。当時のアッバース朝のエリート層女性は、奴隷の売却で利益を得ること以外にも、奴隷を教育し、自由身分にして有望な野心家に嫁がせるというようなことをしてパトロン関係のネットワーク patronage network を構築していた。『歌の書』によると、ウライヤはシトランジーを特定の男性に贈り、また自分のところに戻したというような記載がある。シトランジーは女主人の望むままに、彼女の兄弟や甥たち歴代のカリフの頌詩を作った。ウライヤはそのうちのいくつかを自分が作った詩としたという。

## 註釈
1. ↑  عالية と علية で、つづりが酷似[6]。
2. ↑  イーサー・イブン・ムーサー（英語版）はサッファーフやマンスールの甥にあたる（つまりイーサーはマフディーの父方並行イトコ）[7]。